# ترنس بوید
ترنس بوید (انگلیسی: Terrence Boyd؛ زاده ۱۶ فوریهٔ ۱۹۹۱) یک بازیکن فوتبال اهل آلمان است.
وی همچنین در تیم ملی فوتبال ایالات متحده آمریکا بازی کرده است.